# Короткие рукава
«Короткие рукава» — советский фильм 1983 года, снятый на киностудии «Туркменфильм» режиссёром Халмамедом Какабаевым по мотивам рассказа Бабанияза Каюмова «Горизонт».

## Сюжет
Семилетний Алмаз живет в детдоме. Как и все детдомовцы, мальчик мечтает о неожиданном появлении родителей: он придумал себе молодых и красивых «папу и маму», взяв фотографии актёра Родиона Нахапетова и певицы Мирей Матье. Алмаз и сам понимает, что это самообман, но боится потерять надежду.
Мальчик очень самостоятелен, и когда новая рубашка оказалась ему великовата, он укоротил рукава сам, но сделав это, понял, что расстроит своим поступком нянечку — тётю Клаву (М. Булгакова). И хотя та не сердится, но директор в наказание оставляет Алмаза в детдоме, когда остальные воспитанники отправляются на экскурсию в заповедник. Алмаз вместе с подружкой Гозель самовольно отправляется за своим классом.
В пути они встречаются с рядом людей: со свободолюбивым чабаном (М. Черкезов), а затем с отзывчивым шофёром (К. Аннанов), который соглашается подвезти детей, по пути они отдыхают на речке. Молодой и сильный, добродушный, способный понять душу ребенка, он, по мнению Алмаза, мог бы заменить отца. Но выясняется, что у того есть невеста, которая не очень-то внимательна к чужим детям.
На окраине села Алмаз встречает женщину (М. Аймедова), о которой уже слышал: она упорно ждёт сына-лётчика, попавшего в катастрофу. Ежедневно мать сидит у дороги до сумерек, и в полубреду идёт домой. Алмаз, попав к ней в дом, старается хоть чем-то помочь ей. Мальчик заваривает чай — и только тогда хозяйка замечает его присутствие. Женщина ощущает искреннее молчаливое сострадание ребёнка и проникается к нему взаимным глубоким участием и теплотой. Оба без слов понимают, что нужны друг другу.

## В ролях
- Сетдар Джепбаров — Алмаз
- Дженнет Бердыева — Гозель
- Майя Булгакова — тётя Клава, нянечка
- Майя Аймедова — мать погибшего лётчика
- Керим Аннанов — Юсуп, шофёр
- Ата Довлетов — Мурат-ага
- Абессалом Лория — директор
- Мая Мамеднепесова — Бахаргуль
- Гульнабат Аширова — Мая Мурадовна
- Мухаммед Черкезов — чабан

## Критика
Фильм отмечен постановкой острых, жизненно важных проблем социальной действительности. Его авторы, Е. Митько и Х. Какабаев, предлагают рассказ о душевных переживаниях семилетнего детдомовца Алмаза, о том, как трудно сходится он со сверстниками, о трепетном ожидании тех, кого он только в мечтах называет отцом и матерью. … Заявив неординарный характер ребенка, авторы фильма строят сюжет так, чтобы прояснить зрителю смысл нравственного выбора ребенка, который он совершает. …Показывая жизнь детского дома, авторы фильма далеки от сглаживания жизненных конфликтов. Отмечая глубину нравственной проблематики, нельзя не заметить, что фильм получился неровный. Ему не хватает композиционной четкости. Сюжет распадается на ряд эпизодов о шофере, пастухе, о матери. Их можно рассматривать как микроновеллы, объединенные мотивом путешествия героя. Стилистически они все же выпадают из общей структуры киноленты, изначально заявленной как психологическая драма.— Детское кино Туркменистана: монография / Галина Гельдыевна Агаева. — Ашхабад: Ылым, 1991. — 101 с. — С. 22